# Habranthus chacoensis
Habranthus chacoensis är en amaryllisväxtart som beskrevs av Pierfelice Ravenna. Habranthus chacoensis ingår i släktet Habranthus och familjen amaryllisväxter. Inga underarter finns listade i Catalogue of Life.